# Table des caractères Unicode/UFF00
Cette page contient des caractères spéciaux ou non latins. S’ils s’affichent mal (▯, ?, etc.), consultez la page d’aide Unicode.
Table des caractères Unicode U+FF00 à U+FFEF.

## Formes de demi et pleine chasse
Caractères alphabétiques et symboles présentés en demi ou pleine chasse, destinés à l’insertion, dans des documents à écriture idéographique CJC ou hangûl (alignée sur une grille carrée de composition), de mots courts en écriture latine (ASCII), katakana, ou hangûl (avec jamos simples). Caractères de compatibilité, non recommandés pour l’usage général.

### Table des caractères
| en fr  | 0       | 1  | 2  | 3  | 4  | 5  | 6  | 7  | 8  | 9  | A  | B  | C  | D  | E  | F  |
| ------ | ------- | -- | -- | -- | -- | -- | -- | -- | -- | -- | -- | -- | -- | -- | -- | -- |
| U+FF00 |         | ！ | ＂ | ＃ | ＄ | ％ | ＆ | ＇ | （ | ） | ＊ | ＋ | ， | － | ． | ／ |
| U+FF10 | ０      | １ | ２ | ３ | ４ | ５ | ６ | ７ | ８ | ９ | ： | ； | ＜ | ＝ | ＞ | ？ |
| U+FF20 | ＠      | Ａ | Ｂ | Ｃ | Ｄ | Ｅ | Ｆ | Ｇ | Ｈ | Ｉ | Ｊ | Ｋ | Ｌ | Ｍ | Ｎ | Ｏ |
| U+FF30 | Ｐ      | Ｑ | Ｒ | Ｓ | Ｔ | Ｕ | Ｖ | Ｗ | Ｘ | Ｙ | Ｚ | ［ | ＼ | ］ | ＾ | ＿ |
| U+FF40 | ｀      | ａ | ｂ | ｃ | ｄ | ｅ | ｆ | ｇ | ｈ | ｉ | ｊ | ｋ | ｌ | ｍ | ｎ | ｏ |
| U+FF50 | ｐ      | ｑ | ｒ | ｓ | ｔ | ｕ | ｖ | ｗ | ｘ | ｙ | ｚ | ｛ | ｜ | ｝ | ～ | ｟ |
| U+FF60 | ｠      | ｡  | ｢  | ｣  | ､  | ･  | ｦ  | ｧ  | ｨ  | ｩ  | ｪ  | ｫ  | ｬ  | ｭ  | ｮ  | ｯ  |
| U+FF70 | ｰ       | ｱ  | ｲ  | ｳ  | ｴ  | ｵ  | ｶ  | ｷ  | ｸ  | ｹ  | ｺ  | ｻ  | ｼ  | ｽ  | ｾ  | ｿ  |
| U+FF80 | ﾀ       | ﾁ  | ﾂ  | ﾃ  | ﾄ  | ﾅ  | ﾆ  | ﾇ  | ﾈ  | ﾉ  | ﾊ  | ﾋ  | ﾌ  | ﾍ  | ﾎ  | ﾏ  |
| U+FF90 | ﾐ       | ﾑ  | ﾒ  | ﾓ  | ﾔ  | ﾕ  | ﾖ  | ﾗ  | ﾘ  | ﾙ  | ﾚ  | ﾛ  | ﾜ  | ﾝ  | ﾞ  | ﾟ  |
| U+FFA0 | B H D-C | ﾡ  | ﾢ  | ﾣ  | ﾤ  | ﾥ  | ﾦ  | ﾧ  | ﾨ  | ﾩ  | ﾪ  | ﾫ  | ﾬ  | ﾭ  | ﾮ  | ﾯ  |
| U+FFB0 | ﾰ       | ﾱ  | ﾲ  | ﾳ  | ﾴ  | ﾵ  | ﾶ  | ﾷ  | ﾸ  | ﾹ  | ﾺ  | ﾻ  | ﾼ  | ﾽ  | ﾾ  |    |
| U+FFC0 |         |    | ￂ  | ￃ  | ￄ  | ￅ  | ￆ  | ￇ  |    |    | ￊ  | ￋ  | ￌ  | ￍ  | ￎ  | ￏ  |
| U+FFD0 |         |    | ￒ  | ￓ  | ￔ  | ￕ  | ￖ  | ￗ  |    |    | ￚ  | ￛ  | ￜ  |    |    |    |
| U+FFE0 | ￠      | ￡ | ￢ | ￣ | ￤ | ￥ | ￦ |    | ￨  | ￩  | ￪  | ￫  | ￬  | ￭  | ￮  |    |